# Sala del Tricolore
(Verbale della riunione del 7 gennaio 1797 del congresso della Repubblica Cispadana)

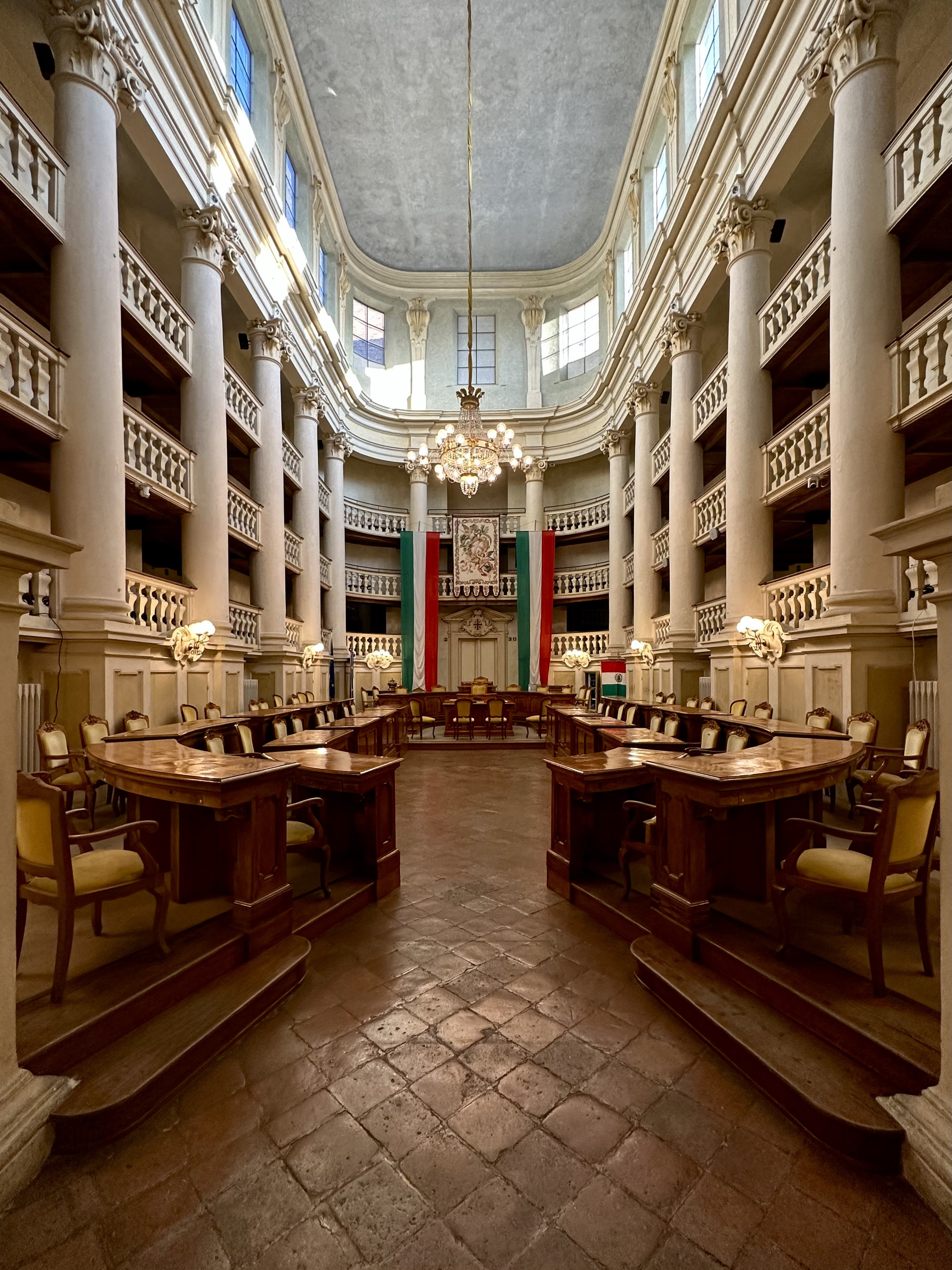
La Sala del Tricolore

La Sala del Tricolore è la sala consiliare del comune di Reggio Emilia, città capoluogo dell'omonima provincia, in Emilia-Romagna. Si trova all'interno del palazzo del Comune. Qui, il 7 gennaio 1797, nacque la bandiera nazionale italiana, da cui il nome del salone. Adiacente alla sala è situato il Museo del tricolore. Fa parte del circuito Associazione dei Castelli del Ducato di Parma, Piacenza e Pontremoli.

## Storia

### Le origini del salone

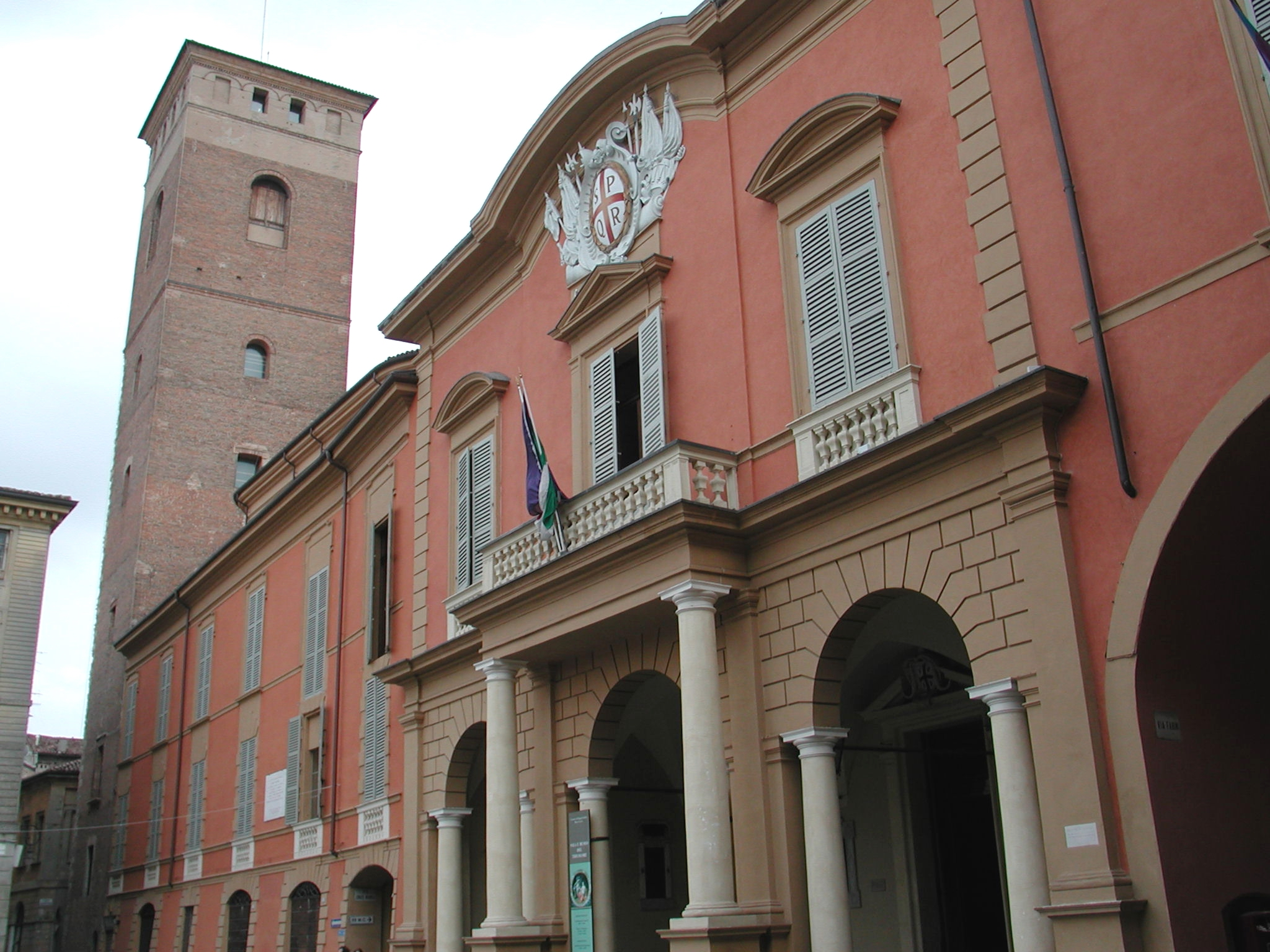
Il Palazzo del Comune di Reggio nell'Emilia, dove si trova la Sala del Tricolore

Le origini di questo salone risalgono al 1768, quando il duca di Modena e Reggio Francesco III d'Este decise di far realizzare un archivio statale centrale che avrebbe dovuto conservare tutti i documenti del ducato emiliano. La scelta dell'architetto a cui affidare la redazione del progetto e la costruzione del nuovo salone cadde su Lodovico Bolognini, che realizzò poi l'opera dal 1772 al 1785. 

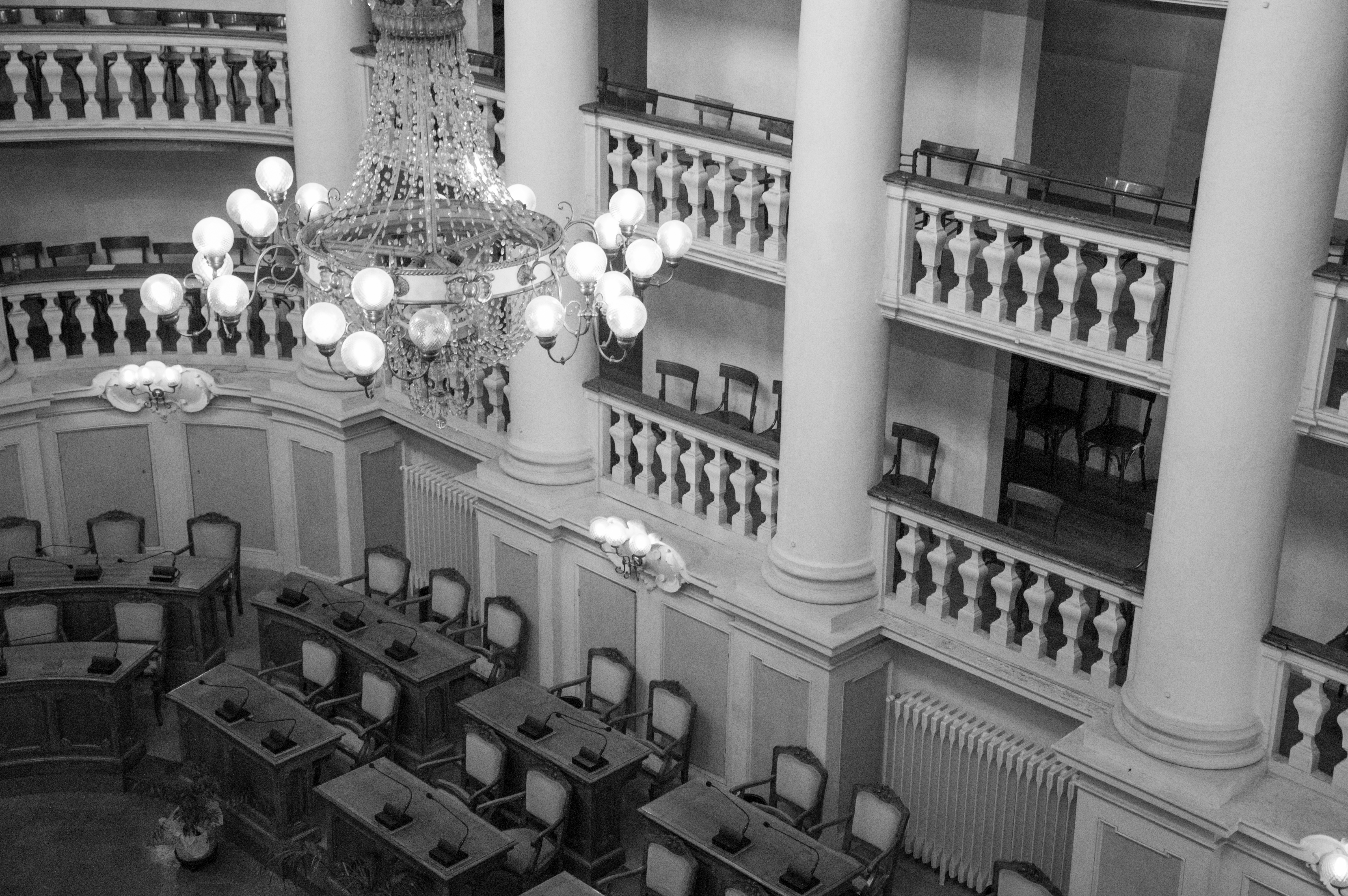
Scorcio della Sala del Tricolore

Durante i lavori di costruzione Giovanni Benassi, falegname di corte, sempre sotto la supervisione del Bolognini, costruì dal 1773 al 1774 un modello in legno del salone a cui mancavano, rispetto alla versione moderna, le balconate: al loro posto vennero previste le scaffalature per la conservazione dei documenti, a cui si accedeva tramite dei rampari in legno.
Poco dopo la fine dei lavori si decise di non destinarla ad archivio: la grande quantità di documenti in essa contenuti avrebbe potuto causare un vasto incendio, con tutte le conseguenze del caso. Per decidere la destinazione d'uso della sala, scartata quella d'archivio ducale, venne istituita una commissione. Questa consulta propose, tra l'altro, anche il suo frazionamento in più locali da adibire ad uffici ma il duca si oppose rimandando la sua decisione.

### Gli anni successivi
Con l'invasione delle truppe napoleoniche il duca fuggì e venne proclamata la Repubblica Reggiana (26 agosto 1796). Contestualmente fu costituita la Guardia civica della città di Reggio: questa formazione militare, aiutata da un piccolo gruppo di granatieri francesi, sconfisse, il 4 ottobre 1796, un drappello di 150 soldati austriaci presso Montechiarugolo, comune della moderna provincia di Parma. La vittoria fu così importante - sia da un punto di vista politico che simbolico - che Napoleone Bonaparte fece un encomio ufficiale ai soldati reggiani protagonisti dello scontro. 

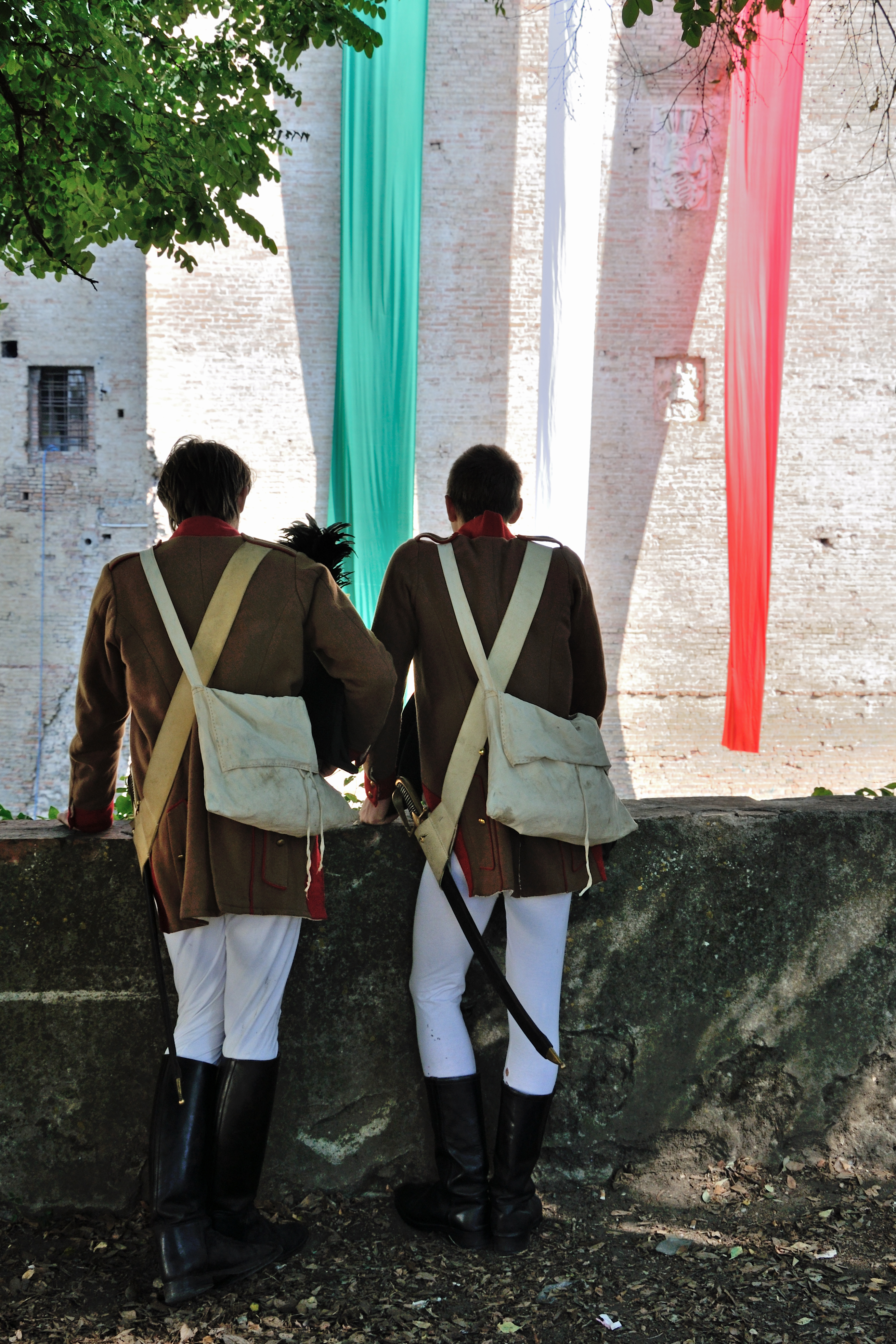
Due figuranti attendono l'inizio della rievocazione storica della battaglia di Montechiarugolo

Proprio durante la battaglia di Montechiarugolo si ebbe il primo morto per la causa risorgimentale, Andrea Rivasi. In particolare Rivasi viene considerato il primo martire risorgimentale dagli storici che individuano l'inizio del movimento finalizzato all'unità nazionale nella prima campagna d'Italia napoleonica. Per lo scontro armato di Montechiarugolo Napoleone Bonaparte definì la città di Reggio Emilia:
(Napoleone Bonaparte)
Ai reggiani protagonisti della battaglia di Montechiarugolo Ugo Foscolo dedicò l'ode A Bonaparte liberatore. Il frontespizio di questo componimento poetico recita:
(Ugo Foscolo)

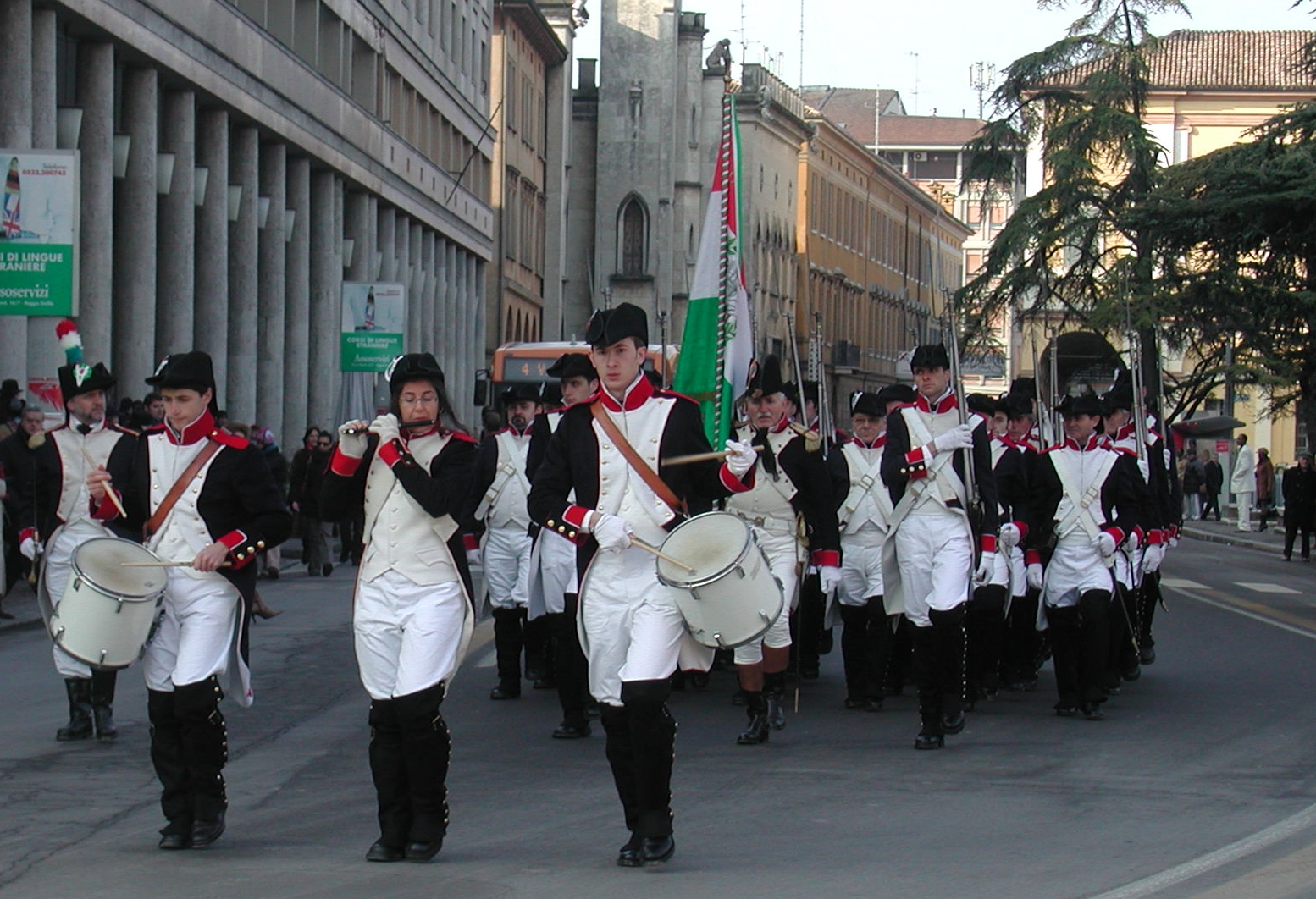
Reggio nell'Emilia: rievocazione storica della Guardia civica

Vincenzo Monti dedicò invece all'evento questi versi della sua cantica In morte di Lorenzo Mascheroni:
(Vincenzo Monti)
A Reggio nell'Emilia, inoltre, era stato piantato, nell'agosto 1796, uno dei primi alberi della libertà, che viene così descritto da un cronista dell'epoca:
Questo avvenimento, che scaturì da una rivolta contro il governo ducale avvenuta il 20 agosto 1796 a Reggio con alla testa la patriota Rosa Manganelli, contribuì, insieme agli eventi legati alla battaglia di Montechiarugolo, alla decisione di scegliere Reggio nell'Emilia come sede del congresso cispadano, assemblea che portò poi alla nascita della bandiera d'Italia.

### I congressi della Repubblica Cispadana

#### L'approvazione della costituzione

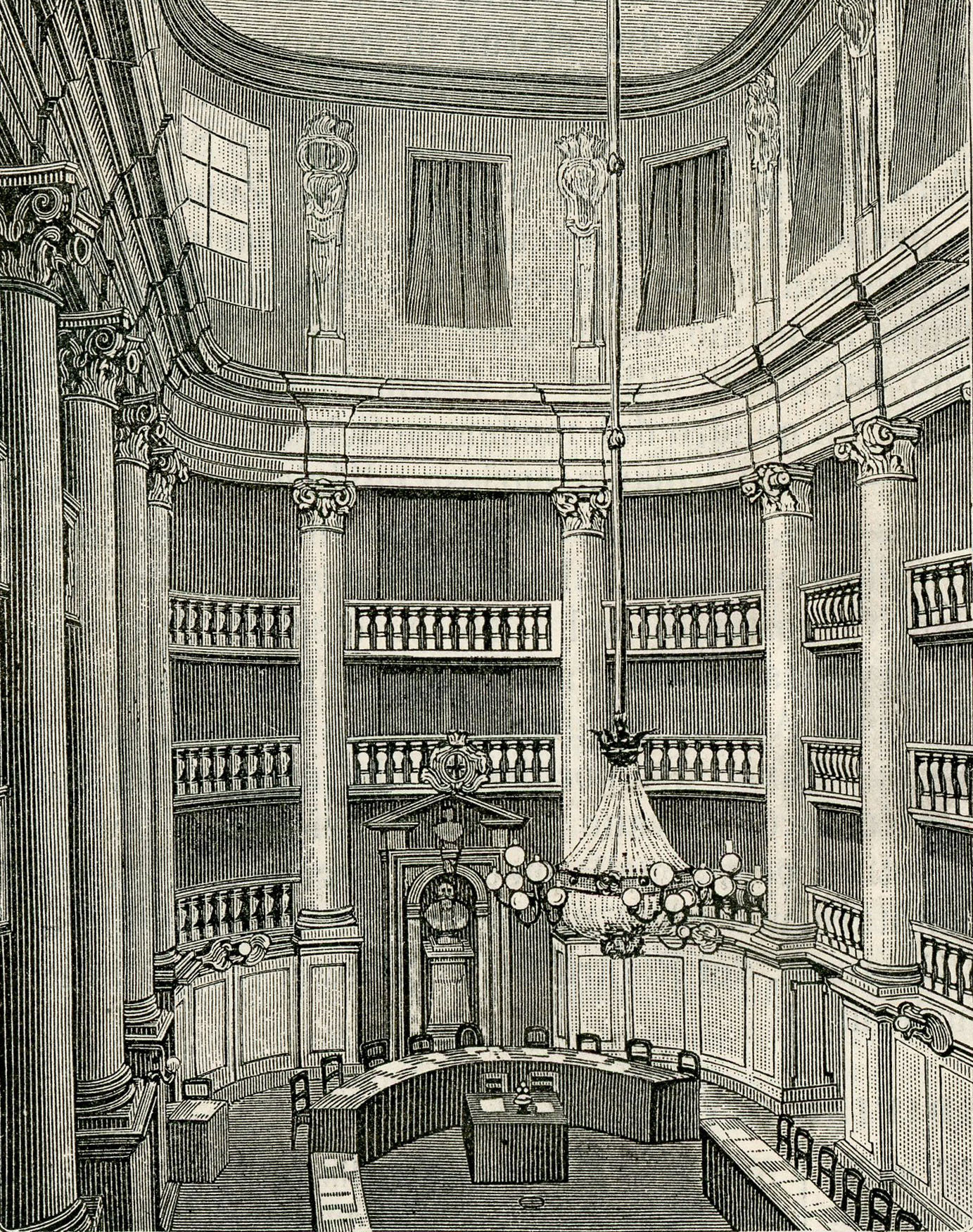
Xilografia del 1901 raffigurante la Sala del Tricolore

Come riconoscimento simbolico allo scontro di Montechiarugolo, e per il già citato evento legato all'albero della libertà, Napoleone suggerì ai deputati delle città cispadane (Reggio, Modena, Bologna e Ferrara) di riunire il loro primo congresso – che sarebbe dovuto avvenire il 27 dicembre 1796 – a Reggio nell'Emilia.
La proposta ebbe seguito nonostante accese polemiche con le altre città emiliane, che avrebbero voluto l'assemblea organizzata nella propria municipalità; il congresso del 27 dicembre avvenne poi nel salone del municipio Reggio progettato dal Bolognini che avrebbe dovuto ospitare l'archivio dell'ex-ducato. Qui, 110 delegati presieduti da Carlo Facci approvarono la carta costituzionale della Repubblica Cispadana, comprendente i territori di Bologna, Ferrara, Modena e Reggio Emilia. Per tale motivo il salone del Bolognini fu ribattezzato "sala del congresso centumvirato" o "sala patriottica".
La "sala del congresso centumvirato", per l'evento del 27 dicembre, venne adeguatamente "[...] preparata con addobbi e trofei allusivi alla gran causa [...]". Sui capitelli erano state collocate le raffigurazioni delle vittorie più importanti dell'esercito napoleonico in Italia e la rappresentazione della vittoria dei reggiani a Montechiarugolo, che venne così definita: "[...] presa fatta dai Reggiani dei tedeschi a Monte Chierugolo [...]". La descrizione delle decorazioni della volta del salone invece recita: "[...] [sulla volta] apparivano la Dea della ragione, ed un puttino che incideva in marmo: Costituzione; indi il genio dell'entusiasmo, che porta in una fascia il giuramento sacro di libertà, o di morte [...]".
In un'altra sessione, datata 30 dicembre 1796, il congresso aveva approvato una mozione, tra scrosci di applausi tanto era il fervore dei delegati, che recitava:
(Verbale della riunione del 30 dicembre 1797 del congresso della Repubblica Cispadana)

#### L'adozione della bandiera tricolore

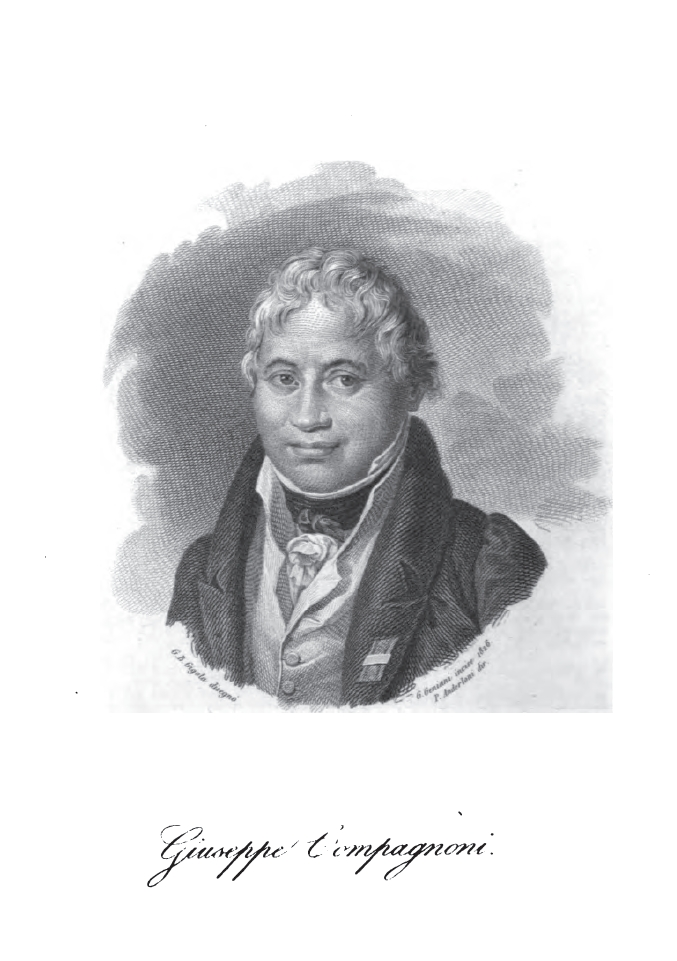
Giuseppe Compagnoni, il "padre del tricolore"

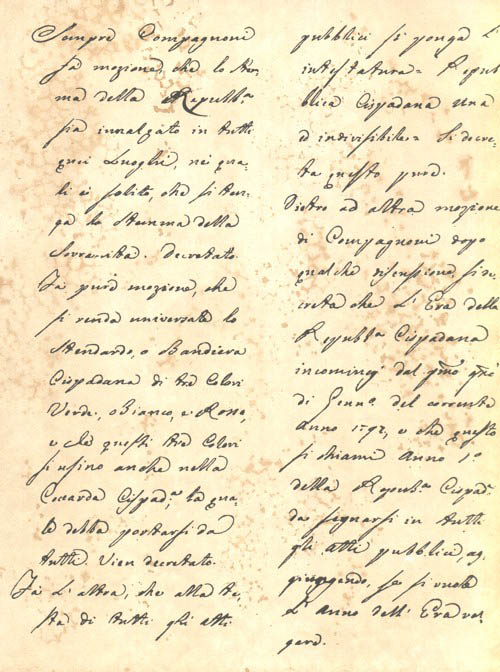
Estratto del verbale della storica seduta del 7 gennaio 1797, vergato manualmente da Giuseppe Compagnoni

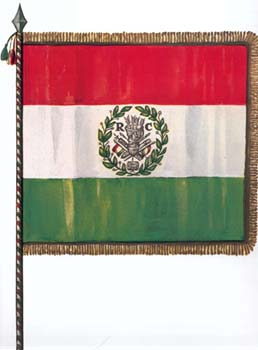
La bandiera della Repubblica Cispadana

In riunioni successive, sempre avvenute nella "sala del congresso centumvirato" di Reggio, vennero decretate e ufficializzate molte decisioni, tra cui la scelta dell'emblema della neonata repubblica. Ad avanzare la proposta di adozione di una bandiera nazionale verde, bianca e rossa fu Giuseppe Compagnoni – che per questo è ricordato come il "padre del tricolore" – nella XIV sessione del congresso cispadano del 7 gennaio 1797. Il decreto di adozione recita:
(Verbale della riunione del 7 gennaio 1797 del congresso della Repubblica Cispadana)
La decisione del congresso di adottare una bandiera tricolore verde, bianca e rossa fu poi anch'essa salutata da un'atmosfera giubilante, tanto era l'entusiasmo dei delegati, e da scrosci di applausi. Per la prima volta città di stati ducali per secoli nemiche, si identificano in un unico popolo e un simbolo identitario comune: la bandiera tricolore.
La scelta finale di un vessillo verde, bianco e rosso non fu priva di una discussione preventiva: in luogo del verde i giacobini italiani avrebbero privilegiato l'azzurro della bandiera francese, mentre i sodali al papato avrebbero preferito il giallo del vessillo dello Stato Pontificio: sul bianco e sul rosso non ci furono invece contestazioni. La discussione sul terzo colore si incentrò infine sul verde, che venne poi approvato anche come soluzione di compromesso. La scelta del verde fu molto probabilmente ispirata dal vessillo militare tricolore verde, bianco e rosso della Legione Lombarda.
La storica seduta del congresso non specificò le caratteristiche di questa bandiera con la determinazione della tonalità e della proporzione dei colori, e non precisò neppure la loro collocazione sul vessillo. Sul verbale della riunione di sabato 7 gennaio 1797, avvenuta anch'essa nella "sala del congresso centumvirato" di Reggio, si può leggere:
[...] Fa pure mozione che si renda Universale lo Stendardo o Bandiera Cispadana di tre colori, Verde, Bianco e Rosso e che questi tre colori si usino anche nella Coccarda Cispadana, la quale debba portarsi da tutti. [...]
[...] Dietro ad altra mozione di Compagnoni dopo qualche discussione, si decreta che l'Era della Repubblica Cispadana incominci dal primo giorno di gennaio del corrente anno 1797, e che questo si chiami Anno I della Repubblica Cispadana da segnarsi in tutti gli atti pubblici, aggiungendo, se si vuole, l'anno dell'Era volgare. Vien decretato. [...]»
(Verbale della riunione del 7 gennaio 1797 del congresso della Repubblica Cispadana)
Per la prima volta il tricolore diventò ufficialmente bandiera nazionale di uno Stato sovrano, sganciandosi dal significato militare e civico locale: con questa adozione la bandiera italiana assunse pertanto un'importante valenza politica. Sulla scorta di questo evento la "sala del congresso centumvirato" di Reggio fu in seguito ribattezzata "Sala del Tricolore".
Il vessillo che fu utilizzato dalla Repubblica Cispadana si presentava interzato in fascia con il rosso in alto, con al centro l'emblema della repubblica e ai lati le lettere "R" e "C", ovvero le iniziali delle due parole che formano il nome del neonato organismo statale. Lo stemma della Repubblica Cispadana conteneva una faretra con quattro frecce che simboleggiavano le quattro città del congresso cispadano.

### Il primo centenario della bandiera italiana
Nel 1897 la bandiera italiana compì cent'anni. La celebrazione fu molto sentita dalla popolazione, tant'è che l'Italia venne invasa da tricolori; la manifestazione più importante avvenne a Reggio nell'Emilia, dove il 7 gennaio di cento anni prima era nato il tricolore. Nell'atrio del municipio di Reggio nell'Emilia fu posta una lapide commemorativa avente un'iscrizione composta da Naborre Campanini che recita:

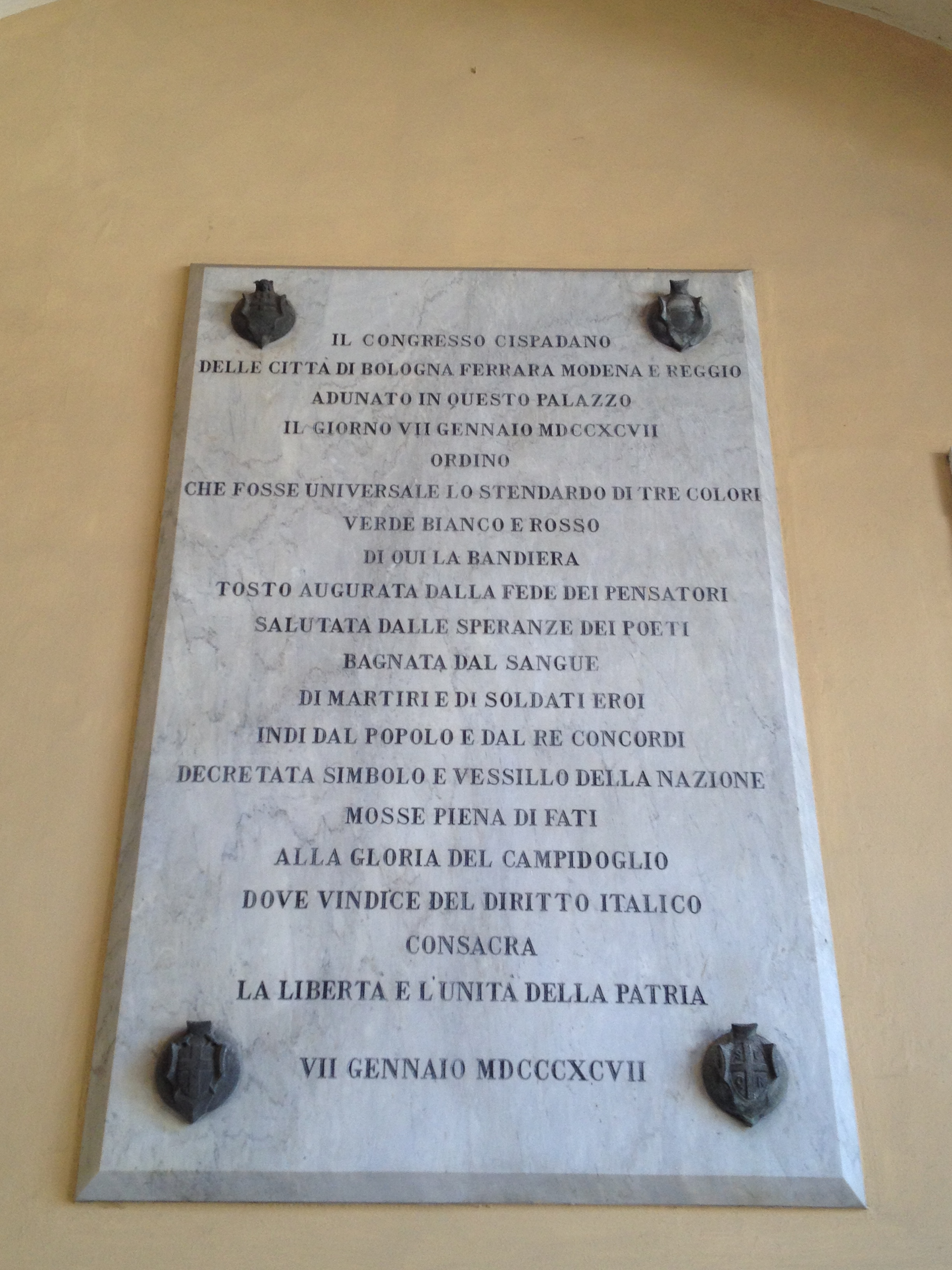
La lapide commemorativa posta nell'atrio del municipio di Reggio nell'Emilia in occasione del centenario della bandiera d'Italia

DELLE CITTÀ DI BOLOGNA FERRARA MODENA E REGGIO

ADUNATO IN QUESTO PALAZZO

IL GIORNO VII GENNAIO MDCCXCVII

ORDINÒ

CHE FOSSE UNIVERSALE LO STENDARDO DI TRE COLORI

VERDE BIANCO E ROSSO

DI QUI LA BANDIERA

TOSTO AUGURATA DALLA FEDE DEI PENSATORI

SALUTATA DALLE SPERANZE DEI POETI

BAGNATA DAL SANGUE

DI MARTIRI E DI SOLDATI EROI

INDI DAL POPOLO E DAL RE CONCORDI

DECRETATA SIMBOLO E VESSILLO DELLA NAZIONE

MOSSE PIENA DI FATTI

ALLA GLORIA DEL CAMPIDOGLIO

DOVE VINDICE DEL DIRITTO ITALICO

CONSACRA

LA LIBERTÀ E L'UNITÀ DELLA PATRIA
Nel giorno della celebrazione nella città emiliana Giosuè Carducci definì la bandiera "benedetta" e la baciò alla fine del discorso. Il Carducci, evidenziando l'importanza della bandiera nella storia d'Italia, recitò questo discorso:
Ciò che noi facciamo ora, ciò che da cotesta lapide si commemora, è più che una festa, è più che un fatto. Noi celebriamo, o fratelli, il natale della Patria.
Se la patria fosse anche a noi quello che era ai magnanimi antichi, cioè la suprema religione del cuore, dell'intelletto, della volontà, qui, come nella solennità di Atene e di Olimpia, qui, come nelle ferie laziali, starebbe, vampeggiante di purissimo fuoco, l'altare della patria; e un Pindaro nuovo vi condurrebbe intorno i candidi cori dei giovani e delle fanciulle cantanti le origini, e davanti sorgerebbe un altro Erodoto leggendo al popolo ragunato le istorie, e il feciale chiamerebbe a gran voce i nomi delle città sorelle e giurate. Chiamerebbe te, o umbra ed etrusca Bologna, madre del diritto; e te Modena romana, madre della storia; e te epica Ferrara, ultima nata di connubii veneti e celti e longobardi su la mitica riviera del Po. E alle venienti aprirebbe le braccia Reggio animosa e leggiadra, questa figlia del console M. Emilio Lepido e madre a Ludovico Ariosto, tutta lieta della sua lode moderna; che "città animatrice d'Italia" la salutò Ugo Foscolo, e dal seno di lei cantava il poeta della Mascheroniana - La favilla scoppiò donne primiero Di nostra libertà corse il baleno. Ma i tempi sono oggimai sconsolati di bellezza e d'idealità; direbbesi che manchi nelle generazioni crescenti la coscienza, da poi che troppo i reggitori hanno mostrato di non curare la nazionale educazione. I volghi affollantisi intorno ai baccani e agli scandali, dirò così, officiali, dimenticano, anzi ignorano, i giorni delle glorie; nomi e fatti dimenticano della grande istoria recente, mercé dei quali essi divennero, o dovevano divenire, un popolo; ignora il popolo e trascura, e solo se ne ricordano per loro interesse i partiti. Tanto più siano grazie a te, o nobile Reggio, che nell'oblio d'Italia commemori come nella sala di questo palazzo di città, or son cent'anni, il 7 gennaio del 1797, fu decretato nazionale lo stendardo dei tre colori. Risuonano ancora nell'austerità della storia a vostro onore, o cittadini, le parole che di poi due giorni il Congresso Cispadano mandava da queste mura al popolo di Reggio: "Il vostro zelo per la causa della libertà fu eguale al vostro amore per il buon ordine. Sapranno i popoli di Modena di Ferrara di Bologna qual sia il popolo di Reggio, giusto, energico, generoso; e si animeranno ad emularvi nella carriera della gloria e della virtù. L'epoca della nostra Repubblica ebbe il principio fra queste mura; e quest'epoca luminosa sarà uno de'più bei momenti della città di Reggio".
Il presidente del Congresso Cispadano dicea vero. L'assemblea costituente delle quattro città segnò il primo passo da un confuso vagheggiamento di confederazioni al proposito dell'unità statuale, che fu il nocciolo dell'unità nazionale. Quelle città che fin allora s'erano riscontrate solo su' campi di battaglia con la spada calante a ferire, con l'ira scoppiante a maledire; che fino in una dissonanza d'accento tra' fraterni dialetti cercavano la barriera immortale della divisione e dell'odio; che fino inventarono un modo nuovo di poesia per oltraggiarsi; quelle città si erano pur una volta trovate a gittarsi l'una nelle braccia dell'altra, acclamando la repubblica una e indivisibile quale spirito di Dio scese dunque in cotesta sala a illuminare le menti, a rivelare tutta insieme la visione del passato e dell'avvenire, Roma che fu la grande, Italia che sarà la buona? Certo l'antico ed eterno spirito di nostra gente, che dalla fusione confluito delle varie italiche stirpi fu accolto e dato in custodia della Vesta romana dal cuore di Gracco e dal genio di Cesare, ora commosso dall'aura de' tempi nuovi scendeva in fiamme d'amore su i capi dei deputati cispadani, e di essi usciti di recente dalle anticamere e dalle segreterie de' legati e dei duchi faceva uomini pratici del reggimento libero, cittadini osservanti del giusto e dell'equo, legislatori prudenti per il presente, divinatori dell'avvenire.
E già a Roma, a Roma, si come a termine fisso del movimento iniziato , era volata nei discorsi e nei canti la fantasia patriottica; ma il senno ed il cuore mirò da presso il nemico eterno nel falso impero romano germanico, instrumento d'informe dispotismo alle mani di casa d'Austria; sicché prima a quei giorni risuonò in Reggio la non mai fin allora cantata in Italia reminiscenza della lega lombarda e di Legnano; sicché impaziente ormai d'opere la gioventù affrettò in Montechiarugolo le prove d'una vendetta di Gavinana. Per ciò tutto, Reggio fu degna che da queste mura si elevasse e prima sventolasse in questa piazza, segnacolo dell'unico stato e dell'innovata libertà, la bella la pura la santa bandiera dei tre colori.
Sii benedetta! Benedetta nell'immacolata origine, benedetta nelle via di prove e di sventure per cui immacolata ancora procedesti, benedetta nella battaglia e nella vittoria, ora e sempre, nei secoli! Non rampare di aquile e leoni, non sormontare di belve rapaci, nel santo vessillo; ma i colori della nostra primavera e del nostro paese, dal Cenisio all'Etna; le nevi delle Alpi, l'aprile delle valli, le fiamme dei vulcani. E subito quei colori parlarono alle anime generose e gentili, con le ispirazioni e gli effetti delle virtù onde la patria sta e sì augusta; il bianco, la fede serena alle idee che fanno divina l'anima nella costanza dei savi; il verde, la perpetua rifioritura della speranza a frutto di bene nella gioventù de' poeti; il rosso, la passione ed il sangue dei martiri e degli eroi.
Noi che l'adorammo ascendente in Campidoglio, noi negli anni della fanciullezza avevamo imparato ad amarla ed aspettarla dai grandi cuori degli avi e dei padri che ci narravano le cose oscure ed alte preparate, tentate, patite, su le quali tu splendevi in idea, più che speranza, più che promessa, come un'aureola di cielo a' morienti e a' morituri, o santo tricolore. E quando tu in effetto ricomparisti a balenare su la tempesta del portentoso Quarantotto i nostri cuori alla tua vista balzarono di vita novella; ti riconoscemmo, eri l'iride mandata da Dio a segnare la sua pace co'l popolo che discendeva da Roma, a segnare la fine del lungo obbrobrio e del triste servaggio d'Italia. Ora la generazione che sta per isparire dal combattuto e trionfato campo del Risorgimento, la generazione che fece l'Unità, te, o sacro segno di gloria, o bandiera di Mazzini di Garibaldi di Vittorio Emanuele, te commette alla generazione che l'unità deve compiere, che deve coronare d'idee e di forza la patria risorta.
O giovani, contemplaste mai con la visione dell'anima questa bandiera, quando ella dal Campidoglio riguarda i colli e il piano fatale onde Roma discese e lanciossi alla vittoria e all'incivilimento del mondo? O quando dalle antenne di San Marco spazia su'l mare che fu nostro e par che spii nell'oriente i regni della commerciante e guerreggiante Venezia? O quando dal Palazzo de' Priori saluta i clivi a cui Dante saliva poetando, da cui Michelangelo scendeva creando, su cui Galileo sancì la conquista dei cieli? Se una favilla vi resti ancora nel sangue dei vostri padri del Quarantotto e del Sessanta, non vi pare che su i monumenti della gloria vetusta questo vessillo della patria esulti più bello e diffonda più lieto i colori della sua gioventù? Si direbbe che gli spiriti antichi raccoltigli intorno lo empiano ed inanimino dei loro sospiri, rallegrando ne' suoi colori e ritemperando in nuovi sensi di vita e di speranza l'austerità della morte e la maestà delle memorie. O giovani, l'Italia non può e non vuole essere l'impero di Roma, se bene l'età della violenza non è finita pe' validi; oh quale orgoglio umano oserebbe mirare tant'alto? Ma né anche ha da essere la nazione cortigiana del rinascimento, alla mercé di tutti; quale viltà comporterebbe di dar sollazzo delle nostre ciance agli stranieri per ricambio di battiture e di stragi? Se l'Italia avesse a durar tuttavia come un museo o un conservatorio di musica o una villeggiatura per l'Europa oziosa, o al più aspirasse a divenire un mercato dove i fortunati vendessero dieci ciò che hanno arraffato per tre; oh per Dio non importava far le cinque giornate e ripigliare a baionetta in canna sette volte la vetta di San Martino, e meglio era non turbare la sacra quiete delle ruine di Roma con la tromba di Garibaldi sul Gianicolo o con la cannonata del re a Porta Pia. L'Italia è risorta nel mondo per sé e per il mondo, ella, per vivere, deve avere idee e forze sue, deve esplicare un officio suo civile ed umano, un'espansione morale e politica. Tornate, o giovani, alla scienza e alla coscienza de' padri, e riponetevi in cuore quello che fu il sentimento il voto il proposito di quei vecchi grandi che han fatto la patria; l'Italia avanti tutto! L'Italia sopra tutto!.»
(Giosuè Carducci, Reggio nell'Emilia, 7 gennaio 1897)

## Descrizione del salone

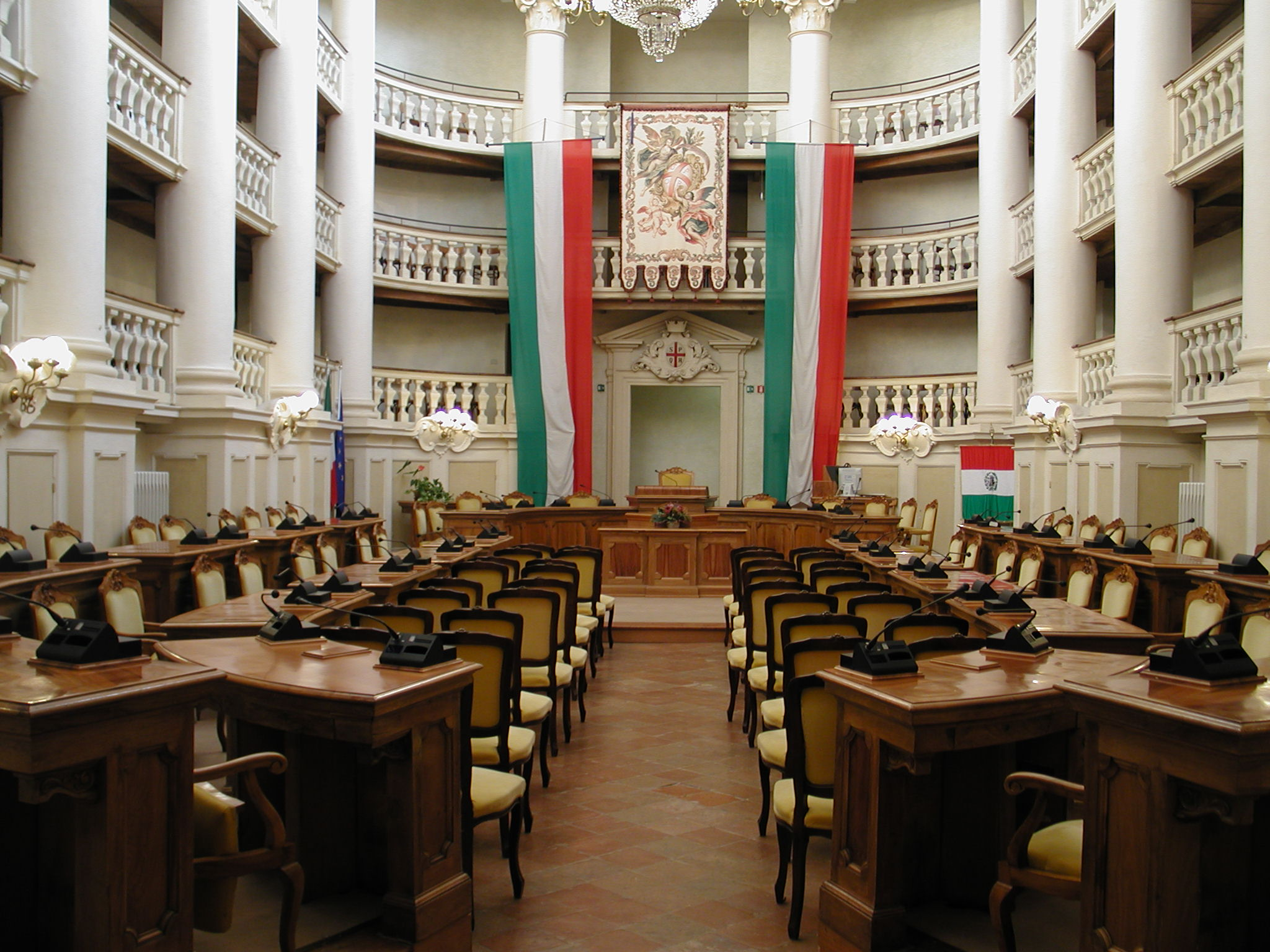
Sala del Tricolore: particolare degli scranni del consiglio comunale

La sala si presenta come un ambiente ellittico, circondato da tre ordini di balconate. È presente un grande lampadario che illumina un ambiente dallo stile architettonico neoclassico; quest'ultimo è caratterizzato da colonne aventi sulla sommità capitelli corinzi.
Il salone ha la funzione di sala consiliare del comune di Reggio nell'Emilia: pertanto è utilizzato per le riunioni del consiglio comunale della città. Ospita anche il gonfalone civico del comune di Reggio nell'Emilia.
È anche usato per manifestazioni culturali, conferenze e matrimoni, nonché per l'annuale cerimonia di commemorazione dell'anniversario della nascita della bandiera nazionale italiana, che avviene ogni 7 gennaio in occasione della Festa del Tricolore, alla presenza delle più alte cariche della Repubblica Italiana.

### Esplicative
1. ↑  È di questo avviso, fra gli altri, Alberto Mario Banti, che individua nel triennio 1796-1799 «il momento in cui si posero le fondamenta dei principi ideali che animarono l'idea risorgimentale» (Il Risorgimento italiano, Roma-Bari, Editori Laterza, 2004, p. XI. ISBN 978-88-420-8574-4
2. ↑  Una diffusa paretimologia associa l'etimologia del nome "pioppo" al popolo; questa specie vegetale viene infatti popolarmente chiamata "albero del popolo". Cfr. Paola Lanzara e Mariella Pezzetti, Alberi, Milano, Mondadori, 1977.

### Bibliografiche
1. ↑   I Castelli del Ducato di Parma, Piacenza e Pontremoli, su castellidelducato.it. URL consultato il 23 gennaio 2019.
2. 1 2 3 4 5 6 7 8  Busico, p. 209.
3. ↑  Busico, pp. 209-210.
4. ↑  Villa, p. 43.
5. 1 2 3 4  Villa, p. 45.
6. 1 2 3   Il tricolore è più bello col sole, su repubblica.it. URL consultato il 19 aprile 2017.
7. ↑   Ugo Foscolo - Appendice - Poesie giovanili, su classicitaliani.it. URL consultato il 19 aprile 2017 (archiviato dall'url originale il 2 maggio 2016).
8. 1 2 3 4 5  Busico, p. 210.
9. 1 2 3  Busico, p. 10.
10. ↑  Maiorino, pp. 156-157.
11. ↑  Fiorini, pp. 704-705.
12. ↑  Fiorini, p. 705.
13. 1 2  Maiorino, p. 157.
14. 1 2   Origini della bandiera tricolore italiana (PDF), su elearning.unite.it. URL consultato il 2 marzo 2017 (archiviato dall'url originale il 24 febbraio 2017).
15. 1 2  Vecchio, p. 42.
16. ↑  Tarozzi, p. 9.
17. ↑  Fiorini, p. 706.
18. ↑  Villa, p. 46.
19. ↑  Maiorino, p. 158.
20. 1 2 3 4 5  Villa, p. 11.
21. ↑  Villa, p. 10.
22. 1 2  Maiorino, p. 159.
23. 1 2 3  Busico, p. 13.
24. ↑  Maiorino, p. 155.
25. 1 2  Maiorino, p. 226.
26. ↑   Nel primo centenario della bandiera italiana, su giornalelacrunadellago.blogspot.it. URL consultato il 25 febbraio 2017.
27. 1 2  Villa, pp. 28-29.
28. ↑  Busico, p. 11.
29. ↑   Discorso tenuto da Giosuè Carducci il 7 gennaio 1897 a Reggio Emilia per celebrare il 1º centenario della nascita del Tricolore, su radiomarconi.com. URL consultato il 25 febbraio 2017.
30. ↑  Touring Club Italiano, p. 42.
31. ↑   Info su Sala del Tricolore, su paesionline.it. URL consultato il 7 marzo 2017.
32. 1 2 3   Sala del Tricolore, su turismo.comune.re.it. URL consultato il 7 marzo 2017.